# 臍閣下
『臍閣下』（へそかっか）は、1969年（昭和44年）製作・公開、西江孝之監督による日本の長篇劇映画である。日本の喜劇王・榎本健一の遺作として知られる。

## 略歴・概要
本作は、記録映画出身の映画作家・西江孝之が組織した日本映画研究会が製作した作品である。本作にも出演している西江三千子は西江の妻であり、本作発表の4年後である1973年（昭和48年）に心臓発作が併発した脳血栓症によって右半身麻痺と失語症を患うことになる。さらに3年後の再発作と大手術の淵から再生する姿を西江が描いたドキュメンタリー映画『ミチコ Michiko』が、本作発表12年後の1981年（昭和56年）4月14日に公開されている。
本作の音楽を手がけたジャズ・ピアニストの永田清嗣（1921年 - ）は、本作に出演するジャズ・シンガーの水島早苗（1909年 - 1978年）の夫であり、当時、水島ボーカル研究所代表であった。撮影技師の中島彰亮は、西江作品のほか、ドキュメンタリー作家・四宮鉄男のキャメラマンとしても知られる。「映画の作者」役で出演する瓜生良介（1935年 - 2012年）は、1964年（昭和39年）、現在の「劇団黒テント」の母体となる「演劇センター68」（1969年脱退）をのちに形成する「発見の会」を創立した演劇人で、出演した牧口元美、斎藤晴彦、三好道明は同会のメンバーである。林昭夫は新人会、麿赤児は状況劇場の俳優であった。林が演じたエロスは「八戒」、牧口が演じたテロスは「悟空」、麿が演じたグロスは「悟浄」とされ、『西遊記』が下敷きにされている。「暗黒舞踊の鬼才」として出演する土方巽は、同年、石井輝男監督の『残酷・異常・虐待物語 元禄女系図』、『明治・大正・昭和 猟奇女犯罪史』、『江戸川乱歩全集 恐怖奇形人間』、中島貞夫監督の『日本暗殺秘録』と立て続けに映画出演した。
公開当時の宣伝惹句は、
現代の暗黒を 卑猥と哄笑の精神で 吹きとばす痛烈なる喜劇
喜劇王エノケン 10年ぶりに登場
「10年ぶりに登場」と謳われた主演の榎本健一は、正確には映画出演としては1965年（昭和40年）9月18日に公開された『喜劇 大親分』（監督酒井欣也）以来の3年半ぶりであり、映画の主演としても1963年（昭和38年）7月28日に公開された『続雲の上団五郎一座』（監督青柳信雄）以来、6年ぶりであり、「10年ぶり」という惹句の根拠は乏しい。榎本は、本作発表の翌1970年（昭和45年）1月7日、満65歳で亡くなった。本作は、榎本健一の「最後の主演映画」となった。
2013年（平成25年）2月現在、東京国立近代美術館フィルムセンターは、本作の上映用プリント等を所蔵していない。2004年（平成16年）10月19日 - 同月22日、横浜のBankART1929で本作のうち土方巽の舞踏シーンのみが上映されている。2013年1月19日 - 同月20日、東京・中野のテルプシコールで同様の上映が行われている。

## スタッフ・作品データ
- 製作 : 西江孝之、光井義明
- 監督 : 西江孝之
- 脚本 : 西江孝之、飯島善太郎
- 音楽 : 永田清嗣
- 撮影 : 中島彰亮
- 照明 : 菅定男
- 録音 : 関野任郎
- 編集 : 西江孝之

- 製作 : 日本映画研究会
- 上映時間（巻数 / メートル） : 86分（9巻 / 2,370メートル）
- フォーマット : 白黒映画 - スタンダードサイズ（1.37:1） - 24fps - モノラル録音
- 映倫番号 : 15879
- 公開日 :  日本 1969年5月5日
- 配給 :  日本映画研究会

## キャスト
- 榎本健一 - 臍閣下
- 林昭夫 - エロス
- 牧口元美 - テロス
- 麿赤児 - グロス
- 林幸子 - プシケ
- 槙ひろ子 - お家
- 久木念 - 文化人
- 斎藤晴彦 - 秘書
- 西江三千子 - お目目
- 三好道明 - コック
- 瓜生良介 - 映画の作者
- 土方巽 - 暗黒舞踊の鬼才
- 水島早苗 - 下宿のおばさん
- 徳川夢声 - 作者の声